# Herbert VIII. z Auerspergu
Herbert respektive Herbard VIII. svobodný pán z Auerspergu (německy Herbard VIII. von und zu Auersperg, slovinsky Hervard VIII. Turjaški, 15. června 1528, Vídeň – 22. září 1575 u Budačky na vojenské hranici) byl rakouský (kraňský) šlechtic z rodu Auerspergů. Působil jako guvernér Kraňska podporující protestantismus a jako generál císařské armády ve válkách proti Turkům.

## Život a kariéra

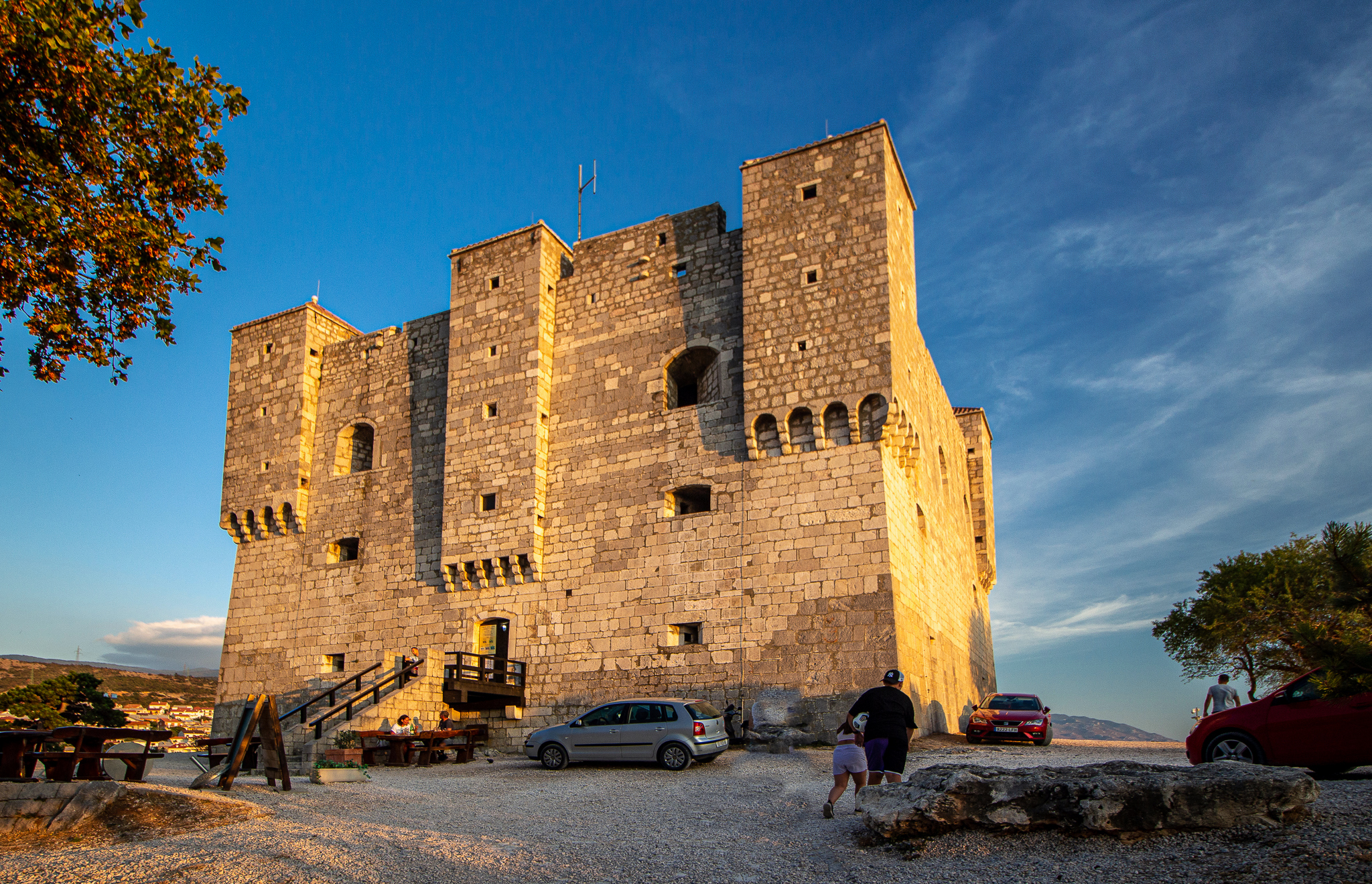
Pevnost Nehaj v Senji, kde byl Herber kapitánem

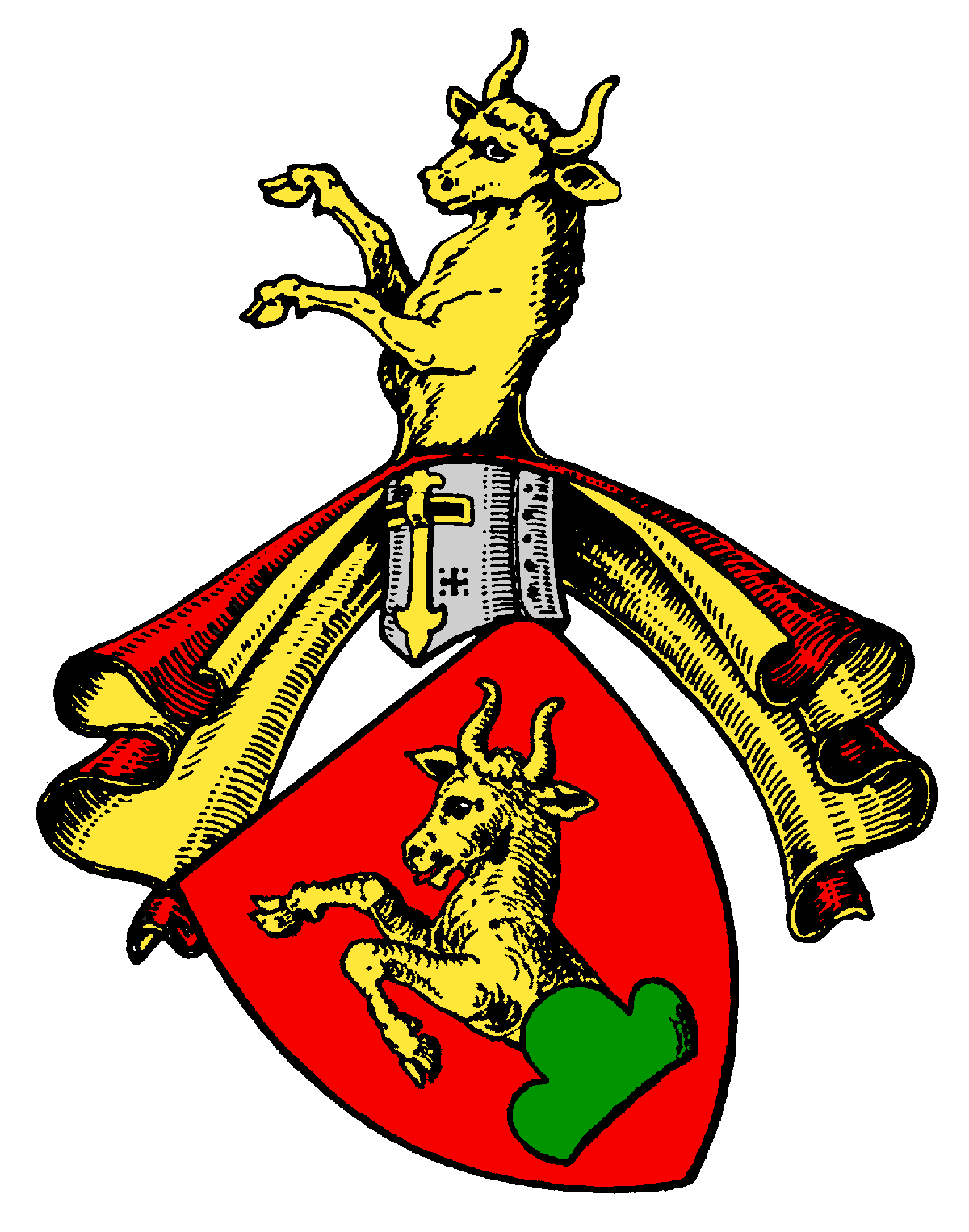
Rodový erb Auerspergů

Herbard z Auerspergu se narodil v jedné z nejstarších rakouských rodin v době šíření luteránství a turecké invaze do habsburských zemí.
Herbard se narodil jako syn Trojana z Auerspergu (1495-1541) a jeho manželky svobodné paní Anny Egckové z Hungerspachu. Otec byl významný rakouský válečník a politik, pocházel z kraňské (Pankrácovy) linie rodu Auerspergů. Vždy jeden z potomků Herbardova dědečka Pankráce z Auerspergu (1441–1496) byl dědicem rodového sídla Turjak (něm. Auersperg). Po absolvování školy ve Vídni byl poslán na několik let ke dvoru klevských vévodů, kteří patřil k příbuzným Auerspergů.
V roce 1546 zahájil svou úspěšnou vojenskou kariéru pod vedením chorvatského generála Ivana Lenkoviće na „Vindické“ vojenské hranici (Hornoslavonská Krajina) a v roce 1548 se jako 20letý stal kapitánem strategicky důležitého uskockého střediska Senj na pobřeží Dalmácie a v březnu 1550 byl povýšen do panského stavu.
K velkému selhání Herbarda z Auerspšergu došlo v roce 1565. Velkovezír Mehmed Sokolović nařídil svému synovci, bosenskému guvernérovi Mustafu Sokolovićovi, aby zaútočil na Krupu na Uni, díky hrdinné chorvatské obraně Krupy po 16 dnech Mustafovi došel střelný prach a olovo. Zatímco Mustafa poslal pro zásobování do Banje Luky, Ausperg s chorvatským bánem Petrem z Erdődy a Peterem Farkasićem dorazili se 7000 vojáky na protější břeh řeky Uny. Slunjski a Farkasić naléhavě opakovaně žádali Auerspergera, aby jim dal 1 000 jezdců a 1 000 pěchotních vojáků, se kterými by překročili Unu a zaútočili na nepřítele, Auersperger však odmítl, neboť se obával početní převahy Turků. Mustafa nakonec dostal nové zásoby a provedl velký rozhodující útok, dobyl pevnost a všechny obránce pobil.
I přesto byl Auersperg, díky své statečnosti a úspěšnému výkonu v bitvě u bosenského Nového Gradu (1566) na řece Uně jmenován „Landeshauptmannem“ (zemským hejtmanem) Kraňského vévodství (1566–1575) se sídlem na zámku Auersperg.

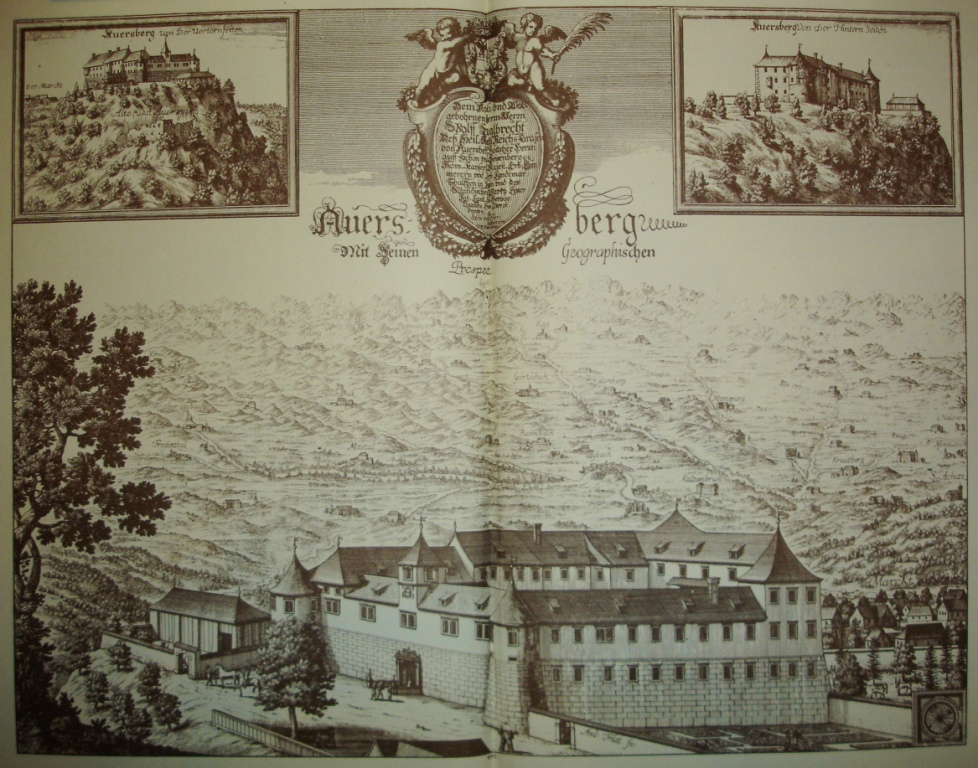
Hrad Auersberg, Valvasor 1689

Jako horlivý stoupenec Lutherova učení Auersperg jako guvernér v Kraňsku upřednostňoval protestantské učení, spřátelil se a byl hostitelem velkého reformátora Primože Trubara  a prostřednictvím svého syna Kryštofa z Auerspergu nabídl útočiště na hradě Auersperg/Turjak prvnímu překladateli bible do místního jazyka, Juriji Dalmatinovi. Herbard z Auerspergu se jako uznávaný pilíř protestantismu ostře postavil proti protireformačním opatřením vnitrorakouského soudu ve Štýrském Hradci a postavil se na odpor katolickým klerikům v Kraňsku, kteří byli v zemi většinou cizí.
V letech 1560-1563 byl Auersperg pověřen obranou chorvatsko-osmanské hranice a pobřeží Jaderského moře a v letech 1565-1569 za slovinské pohraničí. Po smrti Ivana Lenkoviće (1569) se stal generálem odpovědným za celou rakouskou vojenskou pohraniční oblast na jihovýchodě.
Herbert VIII. z Auerspergu přišel o život v září 1575 v bitvě u chorvatské hranice u Budačky v boji s výraznou přesilou tureckých jednotek. Auersperg byl sťat a jeho useknutá hlava byla 9. listopadu 1575 s jásotem vystavena na kopí při triumfálním tažení vítěze Ferhata Beje v Konstantinopoli. Později rodina Auerspergů od Turků ostatky koupila. Traduje se, že celková částka, kterou Herbardova vdova zaplatila jako výkupné za propuštění jejich syna Wolfa Engelbrechta, který byl zajat ve stejné bitvě, umožnilo postavení velkolepé mešity Ferhata paši v Banje Luce. 
Jak uvádí Janez Valvasor: „...aby pomstil vysoce váženou hlavu Herbarda z Auerspergu, podobně, jako učinili Turci“, byly sťaté hlavy dvou osmanských pašů, Hasana Paši, bejlerbeje Bosny a Mehmeta, sultánova synovce a hercegovinského paši, kteří se při útěku utopili v řece Kupě, po drtivé porážce u Sisaku, které dosáhl Herbardův bratranec Ondřej z Auerspergu, rovněž vystaveny nabodené na kopích.

### Manželství a potomstvo
V roce 1549 se Herbard oženil s Marií Kristýnou ze Spauru, dcerou Oldřicha, dědičného tyrolského pohárníka. Měli čtyři syny: 
- nejstarší syn Kryštof (1550–1592) se v roce 1573 oženil s Annou z Maltzanu († 1583) a v roce 1589 s Alžbětou z Tannhausenu (asi 1558–1595). Kryštofovi potomci byli pokračovateli pankrácovy, později knížecí rodové linie.
- Wolf Engelbrecht (1552–1590) byl zajat Turky a za jeho propuštění se přimlouval arcivévoda Karel dopisem papeži Řehořovi XIII. V roce 1589 se oženil s Alžbětou z Egkhu († kolem roku 1621).
- Dva synové studovali, jeden v Tübingenu a syn Trojan (1554–1569) v Padově, kde zemřel ve věku 15 let a byl pohřben v tamním augustiniánském klášteře.
- Nejmladší Jan Tomáš zemřel v kojeneckém věku (1556–1557).